# 石竹街道
石竹街道是中国福建省福州市福清市下辖的一个街道。

## 行政区划
石竹街道下辖以下地区：
福耀社区、棋山村、北前亭村、真丰村、跃进村、龙塘村、高仑村、洋梓村、宏兴村、东张水库社区和太城农场。